# Mount Tom White
Der Mount Tom White ist ein 3411 m hoher Berg in den östlichen Chugach Mountains in Alaska.
Der Berg liegt an der Grenze zwischen Wrangell-St.-Elias-Nationalpark im Norden und Chugach National Forest im Süden. Das untere Flusstal des Copper River befindet sich 50 km weiter westlich. An der Nordflanke des Mount Tom White erstreckt sich der Fan-Gletscher, entlang der Südflanke strömt der Martin-River-Gletscher nach Westen. Die Westflanke des Berges wird über den Miles-Gletscher entwässert.
Die Erstbesteigung gelang einer 6-köpfigen Gruppe am 29. Juni 1973. Sie erreichten den Gipfel von Westen her über den Miles-Gletscher.
Benannt wurde der Berg nach Tom White, einem frühen Pionier in Südost-Alaska.